# Ansost
Ansost ist eine französische Gemeinde mit 57 Einwohnern (Stand 1. Januar 2022) im Département Hautes-Pyrénées in der Region Okzitanien (vor 2016: Midi-Pyrénées). Sie gehört zum Arrondissement Tarbes und zum Kanton Val d’Adour-Rustan-Madiranais.
Die Einwohner werden Ansostois und Ansostoises genannt.

## Geographie
Ansost liegt circa 23 Kilometer nördlich von Tarbes in der historischen Provinz Bigorre am nordwestlichen Rand des Départements.
Umgeben wird Ansost von den fünf Nachbargemeinden:
|        | Monfaucon                                   |           |
| Gensac | Kompassrose, die auf Nachbargemeinden zeigt | Barbachen |
| Liac   | Ségalas                                     |           |

Der Canal d’Alaric, ein Seitenkanal des Adour, zweigt an der Grenze zur Nachbargemeinde Montfaucon vom Estéous ab, der ebenfalls in den Adour mündet und an der Grenze zu Montfaucon verläuft. Der Ruisseau de Larcis, ein Nebenfluss des Canal d’Alaric, durchquert das Gebiet der Gemeinde zusammen mit seinem Nebenfluss, dem Ruisseau de la Garnère. Außerdem wird Ansost vom Ruisseau de Larribet, einem Nebenfluss des Estéous, bewässert.

## Geschichte
Zu Beginn des 15. Jahrhunderts wurde das Dorf von seinen Bewohnern verlassen. Im Jahre 1600 war es im Besitz von Jean de Montesquiou, Grundherr von Artagnan. Ein heute verschwundener Erlenwald wurde von den Einwohnern des Dorfes in früherer Zeit genutzt, um Holzkohle zu produzieren. Zwischen 1812 und 1978 wurde auf Kosten von Weinbergen und Wald der Anteil des Ackerlands am Gemeindegebiet ausgeweitet.

## Toponymie
Der okzitanische Name der Gemeinde heißt Ansòst. Es gibt vielerlei Theorien über seine Herkunft. Wahrscheinlich stammt er von einem Eigennamen Anso und dem aquitanischen Suffix -ost. Der Spitzname der Gemeinde lautet Eths gravacós (deutsch die Moore), ein Hinweis auf die geographische Lage am Ufer des Estéous in einem flachen Tal mit einem wasserbeständigen Untergrund.
Toponyme und Erwähnungen von Ansost waren:
- Sanzaner d-Assost (12. Jahrhundert, Kopialbuch der Grafschaft Bigorre),
- Ansest (1300, Erhebung im Bigorre),
- De Ansost, (1313, Steuerliste Debita regi Navarre),
- de Ansosto (1379, Vollmacht Tarbes),
- Ansost (1429, Zensusliste der Grafschaft Bigorre),
- Ansost (1750 und 1793, Karte von Cassini bzw. Notice Communale),
- Autost (1801, Bulletin des lois).[4][5][6]

## Einwohnerentwicklung
Nach Beginn der Aufzeichnungen stieg die Einwohnerzahl bis zur ersten Hälfte des 19. Jahrhunderts auf einen Höchststand von 115. In der Folgezeit sank die Größe der Gemeinde bei kurzen Erholungsphasen bis zu einer gewissen Stabilisierung auf einem Niveau von rund 55 Einwohner seit der Jahrtausendwende.
| Jahr      | 1962 | 1968 | 1975 | 1982 | 1990 | 1999 | 2006 | 2011 | 2022 |
| --------- | ---- | ---- | ---- | ---- | ---- | ---- | ---- | ---- | ---- |
| Einwohner | 59   | 70   | 68   | 59   | 75   | 62   | 55   | 57   | 57   |

## Sehenswürdigkeiten

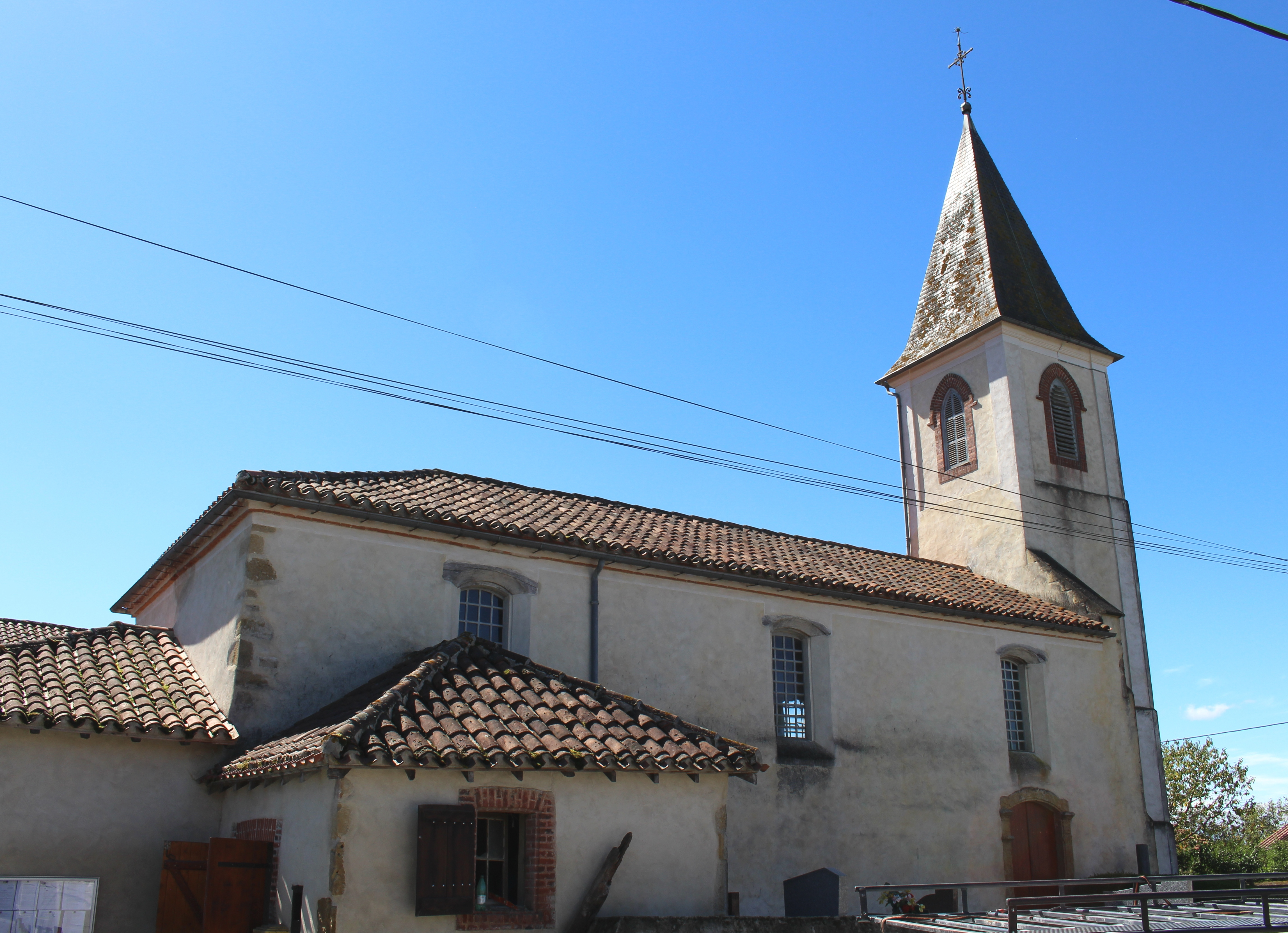
Pfarrkirche de la Nativité-de-la-Sainte-Vierge

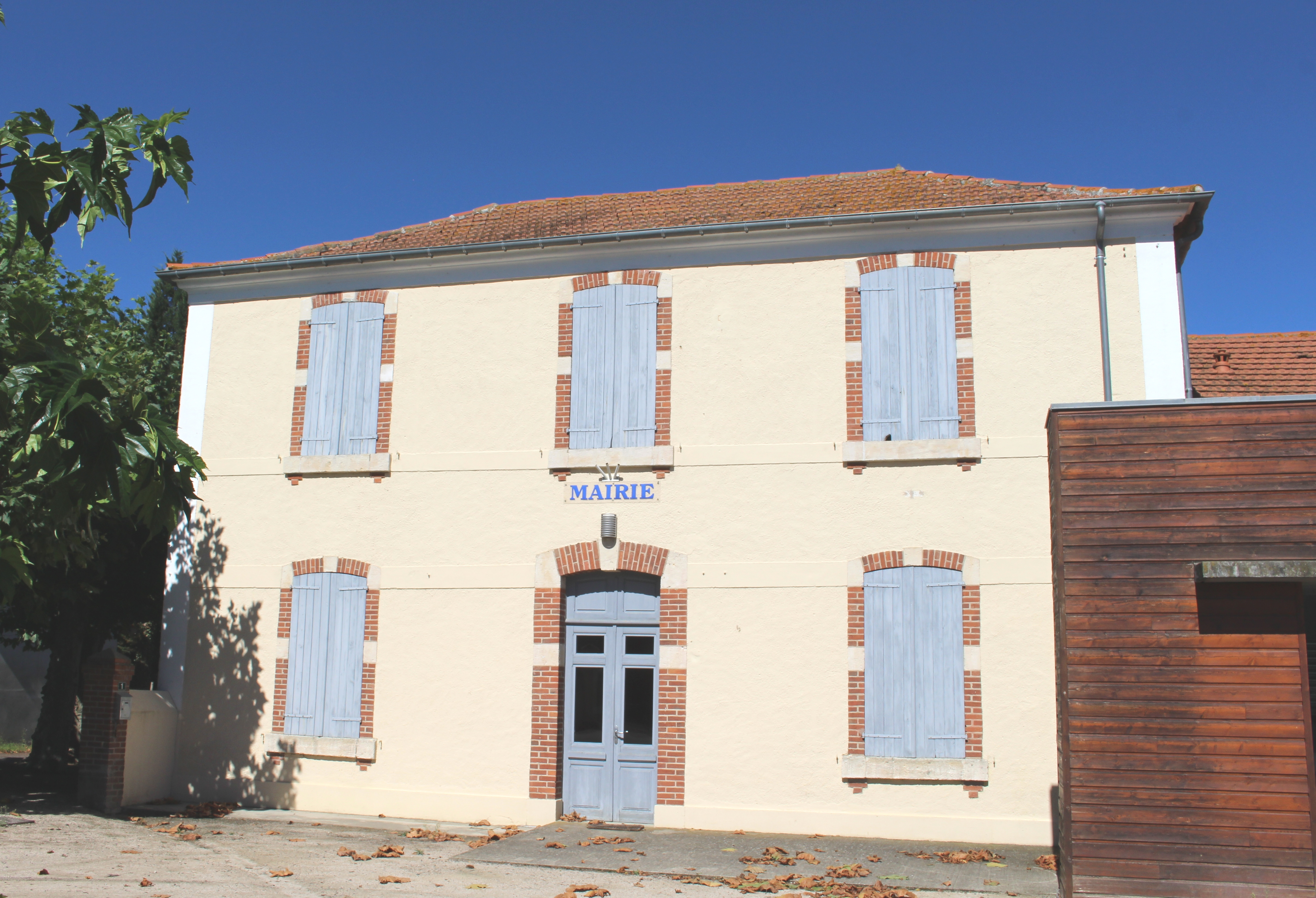
Mairie (Rathaus)

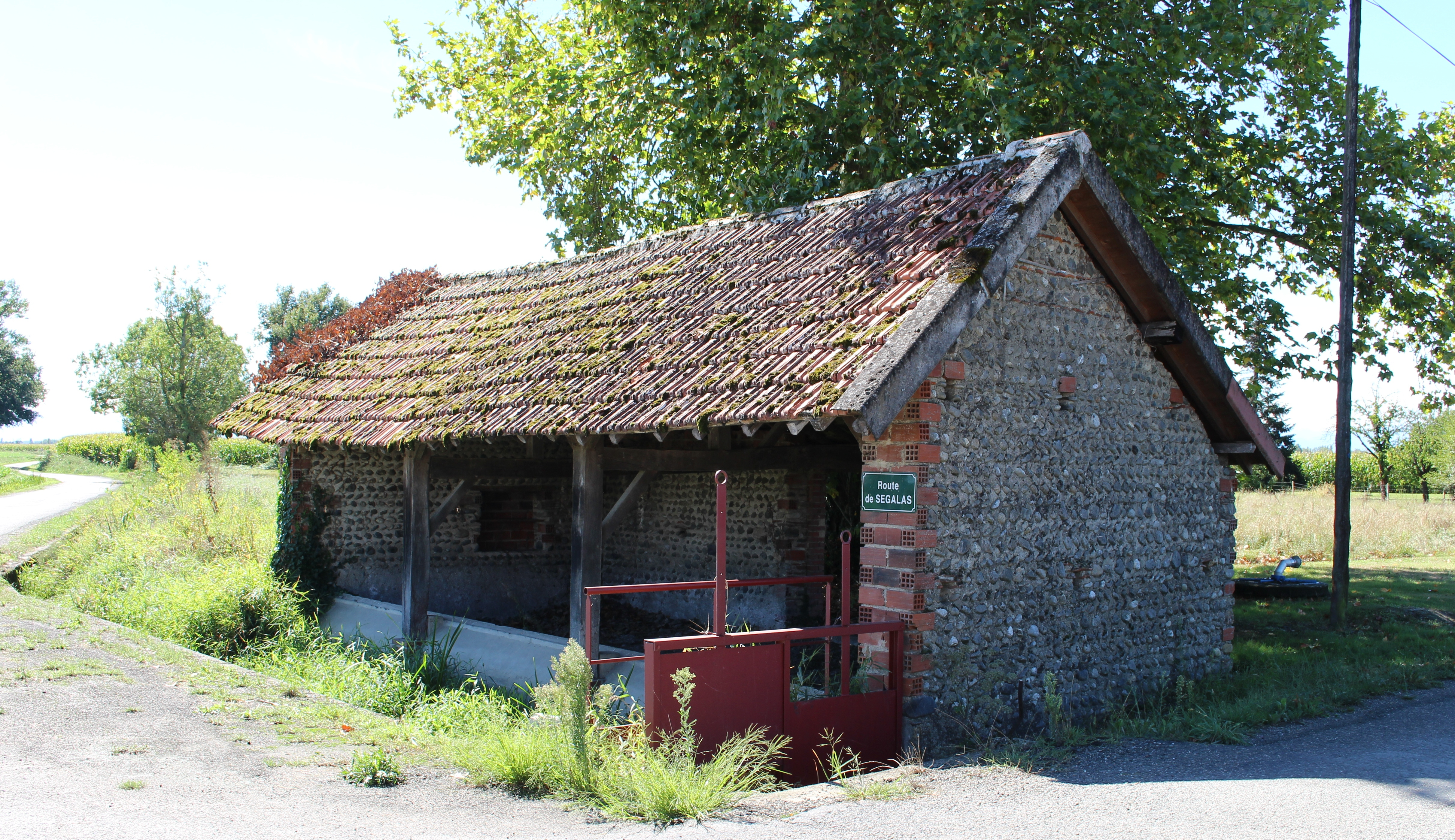
Ehemaliges Waschhaus

### Pfarrkirche de la Nativité-de-la-Sainte-Vierge
Die Mariä Geburt geweihte Kirche ersetzte mit ihrer flachen Apsis vom 15. Jahrhundert an einen einfachen Vorgängerbau. Im 18. Jahrhundert wurde im Osten eine Sakristei angebaut und die Wände und Fenster erhöht, wie an der südlichen Wand zu erkennen ist. Im 19. Jahrhundert wurde der Glockenturm an einen früheren Glockengiebel angebaut, dessen Stützpfeiler noch zu sehen sind. Zur gleichen Zeit wurde an der Nordseite eine Kapelle errichtet, die keine Verbindung zum Kirchenschiff besitzt.
Die Kirche birgt viele Ausstattungsgegenstände, die seit dem 17. Dezember 1986 als Monument historique eingeschrieben sind:
- die Gesamtheit der Holztäfelung aus dem 18. und dem 19. Jahrhundert: die Wandbekleidung, die Kanzel, die Verkleidung des Weihwasserbeckens, der Beichtstuhl, die Chorschranke, die Chorbänke und der Sitz des Zelebranten,
- der romanische Altartisch aus Stein aus dem 10. und 12. Jahrhundert,
- der Tabernakel aus bemaltem und vergoldetem Holz mit fünf Statuetten aus dem 18. Jahrhundert und
- das Altarretabel mit einem Ölgemälde von Goudin mit der Darstellung des Apostels Jakobus des Älteren aus dem Jahre 1764 und zwei Statuen.[8]

## Wirtschaft und Infrastruktur
Ansost liegt in den Zonen AOC der Schweinerasse Porc noir de Bigorre und des Schinkens Jambon noir de Bigorre.

### Verkehr
Ansost ist erreichbar über die Routes départementales 52, 252 und 708.